# François-Georges Dreyfus
François-Georges Dreyfus (* 23. September 1928 in Paris, Frankreich; † 24. September 2011 in Paris) war ein französischer Historiker, Autor und Hochschullehrer.

## Leben
Dreyfus entstammt einer elsässischen Familie jüdischen Glaubens. Nach dem Zweiten Weltkrieg konvertierte er zum lutherischen Glauben und studierte zuerst an der Pariser Sorbonne und dann an der Johannes Gutenberg-Universität Mainz. 1953 heiratete er und lehrte bis 1958 an dem Straßburger Lycée Foustel de Coulanges. In den folgenden drei Jahren am Centre d’études germaniques des CNRS spezialisierte er sich auf die Geschichte des 20. Jahrhunderts und Politische Wissenschaften. Von 1965 bis 1985 war er Direktor des CNRS am Zentrum für Germanistikstudien und währenddessen von 1969 bis 1980 auch Direktor der Institut d’études politiques (IEP) an der Université de Strasbourg. Von 1980 bis zu seiner Emeritierung 1992 lehrte er an der Universität Paris IV-Sorbonne.

## Verurteilung wegen Plagiats
1992 wurde Dreyfus wegen nachgewiesenen Plagiats von Passagen aus einem Werk des Historikers Pascal Ory verurteilt. In der Folge wurden ihm von anderen Historikern weitere Plagiate nachgewiesen. Der Wissenschaftsverlag Presses universitaires de France kündigte daraufhin sämtliche Beziehungen zu dem Historiker auf.

## Weitere Aktivitäten
Seit 1947 war Dreyfus Mitglied und Funktionär verschiedener gaullistischer politischer Parteien. 1967 wurde er Beigeordneter des Straßburger Magistrats für kulturelle Angelegenheiten. Er schrieb regelmäßig Beiträge für La Nouvelle Revue d’histoire von Dominique Venner und arbeitete in der Redaktion der traditionell eingestellten katholischen Zeitschrift La Nef mit. Seit 1995 bis zu seinem Tode präsentierte er im Radiosender Radio Courtoisie das Libre Journal.
Nachdem Dreyfus in den 1950er Jahren konvertiert war, wurde er später Presbyter der lutherischen Kirchengemeinde Les Billettes im 4. Arrondissement in Paris.

## Ehrungen und Auszeichnungen
- Offizier der Ehrenlegion
- Chevalier des Ordre national du Mérite
- Offizier des belgischen Kronenordens
- Kommandeur der Palmes académiques
- Verdienstorden der Bundesrepublik Deutschland, I. Klasse
- 1975: Prix Marie-Eugène Simon-Henri-Martin der Académie française für sein Werk Histoire des gauches en France
- 2002: Prix Jen Sainteny der Académie des sciences morales et politiques für sein Werk 1919–1939: L’Engrenage

## Werke
- 1966: Les forces religieuses dans la société française. Paris.
- 1970: Histoire des Allemagnes. Paris.
- 1975: Histoire des Gauches en France. Paris.
- 1980: La vie politique en Alsace, 1919–1936. Éditions A. Colin, Paris 1980.
- 1982: De Gaulle et le Gaullissme: essai d’interprétation, Presses Universitaires de France, Paris, ISBN 2-13-037377-1.
- 1984: als Herausgeber: Réformisme et révisionisme dans les socialismes allemand, autrichien et francais. Maison des Sciences de l’Homme, Paris, ISBN 2-7351-0053-7.
- 1985: Des Évèques contre le Pape, Paris.
- 1987: Les Allemands entre l’Est et l’Ouest, Éditions Albatros, Paris.
- 1988: Histoire de la démocratie chrétienne en France: de Chateaubriand à Raymond Barre. Éditions Alain Michel, Paris.
- 1990: Histoire de Vichy, Éditions de Fallois, Paris (Neuauflage: 2004)
- 1991: L’Allemagne contemporaine: 1815–1990. Presses Universitaires de France, Paris.
- 1998: Le IIIe Reich. Éditions LGF-Librairie de poche, Paris.
- 2002: 1919–1939: L’Engrenage. Éditions de Fallois, Paris.

Artikel
- Antisemitismus in der Dritten Französischen Republik. In: Bernd Martin, Ernst Schulin: Die Juden als Minderheit in der Geschichte. dtv Geschichte, München 1981, ISBN 3-423-01745-7.

| Personendaten    | Personendaten                                       |
| ---------------- | --------------------------------------------------- |
| NAME             | Dreyfus, François-Georges                           |
| KURZBESCHREIBUNG | französischer Historiker, Autor und Hochschullehrer |
| GEBURTSDATUM     | 23. September 1928                                  |
| GEBURTSORT       | Paris, Frankreich                                   |
| STERBEDATUM      | 24. September 2011                                  |
| STERBEORT        | Paris, Frankreich                                   |